# Gyöngyöspatai Havas
Gyöngyöspatai Havas este o arie protejată (arie specială de conservare — SAC, sit de importanță comunitară — SCI) din Ungaria întinsă pe o suprafață de 324,62 ha, integral pe uscat.

## Localizare
Centrul sitului Gyöngyöspatai Havas este situat la coordonatele 47°50′14″N 19°47′53″E / 47.837222°N 19.798056°E.

## Înființare
Situl Gyöngyöspatai Havas a fost declarat sit de importanță comunitară în mai 2004 pentru a proteja 2 specii de plante și 5 specii de animale. Situl a fost protejat și ca arie specială de conservare în februarie 2010.

## Biodiversitate
Situată în ecoregiunea panonică, aria protejată conține 7 habitate naturale: Tufărișuri subcontinentale peripanonice, Pajiști panonice carstice (Stipo-Festucetalia pallentis), Păduri panonice-balcanice de stejar turcesc - stejar sesil, Păduri panonice cu Quercus pubescens, Păduri panonice cu Quercus petraea și Carpinus betulus, Pajiști stepice subpanonice, Păduri pe pante, grohotișuri și ravene de Tilio-Acerion.
La baza desemnării sitului se află mai multe specii protejate:
- plante (2): sisinei (Pulsatilla grandis), Thlaspi jankae
- nevertebrate (5): croitorul mare al stejarului (Cerambyx cerdo), orthosia schmidtii (Dioszeghyana schmidtii), Erannis ankeraria, rădașcă (Lucanus cervus), Probaticus subrugosus

Pe lângă speciile protejate, pe teritoriul sitului au mai fost identificate 15 specii de plante, 1 specie de mamifere, 4 specii de reptile.